# Мацис

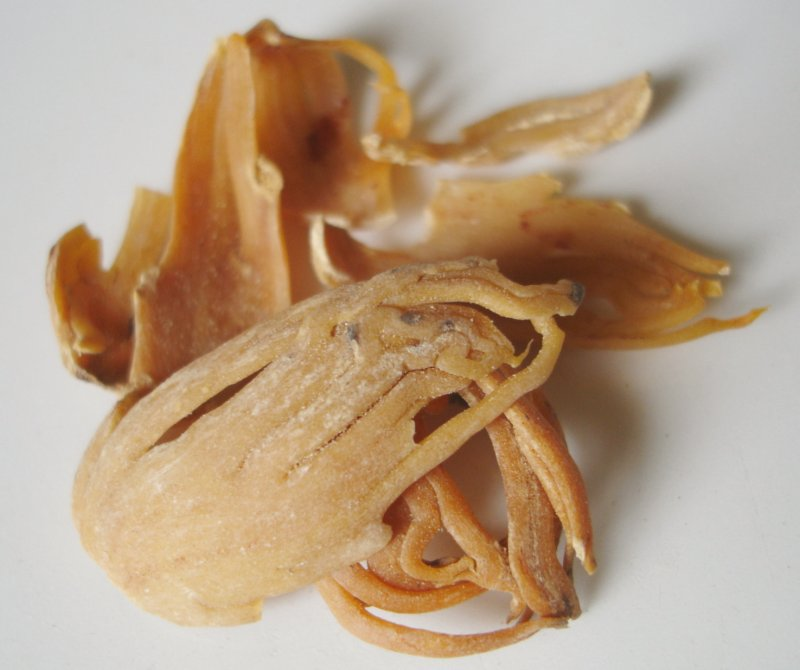
Мацис

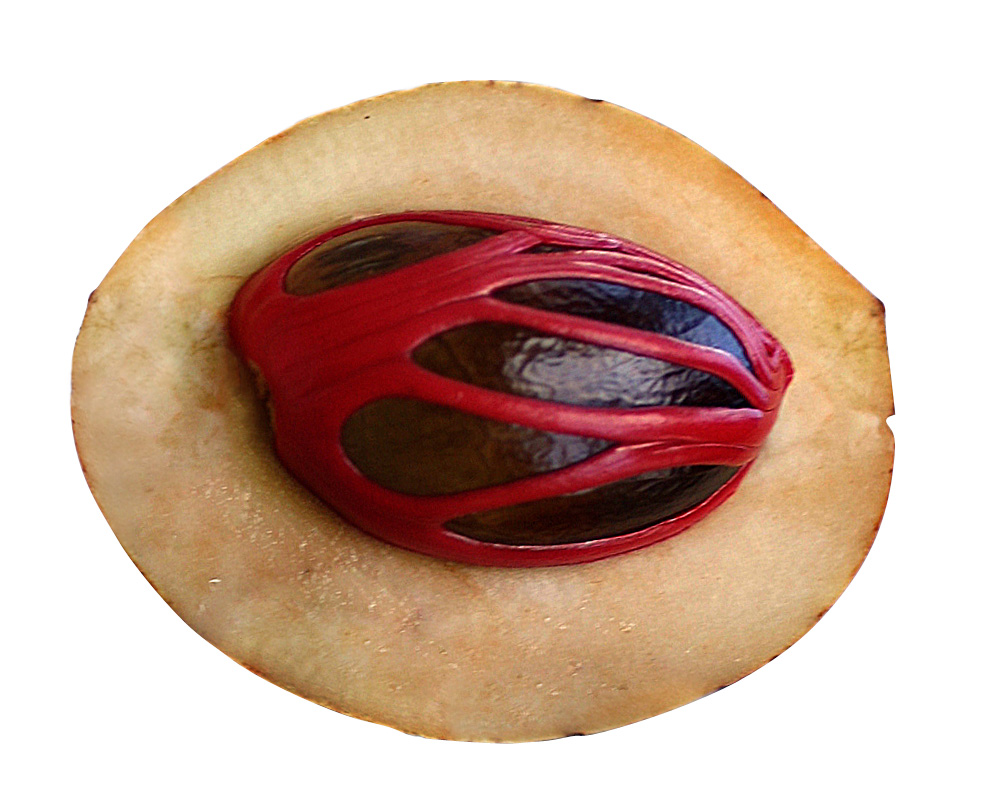
Плід мускатника в розрізі. Добре видно яскраво-червоний аріллус.

Мацис, або мускатний цвіт, — пряність, що виготовляється аріллусу мускатного горіху — плоду рослини мускатник запашний (Myristica fragrans) або деяких інших видів мускатника.

## Технологія заготівлі
Мацис отримують з аріллусу — соковитої яскраво-червоною плівки, що оточує насіння іноді суцільною, але частіше сильно розсіченою сіточкою розрізів, що надає їй подібність пелюсток. Аріллус намагаються зняти неушкодженим, видавлюючи з нього горіх, оскільки цілий мускатний цвіт цінується на ринку вище ламаного.
Знятий аріллус в'ялять на сонці, розкладаючи на матах, поки він не втратить пружність і не стане м'яким, потім сплющують (для зручності пакування) і досушують. Сухий мацис має вигляд твердої крихкої пластинки від світло-помаранчевого до темно-жовтого кольору. Часто продається подрібненим в порошок.

## Застосування
Мацис має приємний аромат з пряно-пекучим смаком, що відрізняються від запаху і смаку мускатного горіха — насіння цієї ж рослини, тому мускатний цвіт і мускатний горіх вважаються різними прянощами.
Застосовується при виготовленні кондитерських виробів (наприклад десертів і печива). Також додається в супи, у вершкові соуси, в страви з баранини та курки, до сирів, сосисок. Використовується у французькій, англійській, азійській та індійській кухнях. Поєднується з гарам масала і каррі.
З мацису витягають ефірну олію для парфумерії, косметики та харчової промисловості.